# 33e régiment de marche
Pour les articles homonymes, voir 33e régiment.
Le 33e régiment d'infanterie de marche (ou 33e régiment de marche) est un régiment d'infanterie français, qui a participé à la guerre franco-allemande de 1870.

## Création et différentes dénominations
- 24 septembre 1870 : formation du 33e régiment d'infanterie de marche
- 13 mars 1871 : fusion dans le 33e régiment d'infanterie de ligne

## Historique
Le régiment est formé le 24 septembre 1870 à Nevers, à trois bataillons de six compagnies. Il amalgame les 8e compagnies des IIIe bataillons des 6e, 32e, 40e, 45e, 46e, 47e, 48e, 52e, 53e, 58e, 67e, 68e, 72e, 91e de ligne, les 8e compagnies des IIe bataillons des 49e, 50e et 56e de ligne et la 6e compagnie du IVe bataillon du 65e de ligne.
Il appartient à la 1re brigade de la 3e division du 15e corps d'armée, formée à Vierzon. Rattaché à l'armée de la Loire, le régiment prend d'assaut Baccon lors de la bataille de Coulmiers le 9 novembre. Le 2 décembre, il attaque en vain lors de la bataille de Loigny et se replie sur Artenay. Le 4 décembre, l'armée bat en retraite depuis Orléans.
Une fraction du 33e de marche (environ 1 000 hommes) se replie vers Blois. Elle est réorganisée en deux bataillons et rattachée à une brigade du 16e corps d'armée de la 2e armée de la Loire. Réduite à six compagnies, cette portion termine la guerre dans l'Ouest.
L'autre fraction (33 officier et 1 200 hommes de troupes) se replie vers La Ferté-Saint-Aubin reste au 15e corps. Le régiment est réorganisé en un bataillon à six compagnies et passe avec le 15e corps à l'armée de l'Est. Lors de la bataille d'Héricourt, le régiment parvient jusqu'au château de Montbéliard le 15 janvier 1871 mais se replie le 17 janvier 1871 après l'échec de l'assaut sur Héricourt. Le régiment est interné en Suisse le 1er février 1871,.
Après la fin des combats, le 33e de marche fusionne dans le 33e de ligne par décision ministérielle du 13 mars 1871.